# توليدو مود هنس
توليدو مود هنس هو فريق كرة قاعدة أمريكي أٌسس عام 1902. يلعب الفريق في International League ‏.